# IPhone 3G
iPhone 3G er anden generation af iPhone som blev annonceret den 9. juni 2008 ved Worldwide Developer Conference i San Francisco, Californien. Den blev udgivet den 11. juli i 22 forskellige lande; heriblandt Danmark.
Udover et opfrisket design med plastik-bagside (mod det oprindelige med aluminium) kom iPhone 3G med Assisted GPS samt forbedret hardware – eksempelvis var den største tilgængelige hukommelsesstørrelse fordoblet til 16 GB.
Indtil lanceringen af iPhone 3GS fandtes iPhone 3G i i alt tre udgaver med to størrelser: en 8 GB version i sort eller hvid, samt en 16 GB version i hvid. Siden lanceringen af iPhone 3GS findes iPhone 3G kun i en 8 GB sort udgave.